# محقنة طائرة
مِحْقِنَة طائِرة (بالإنجليزية: Flying syringe)‏ هي عِبارة تستخدم للإشارة إلى بعوض معدّل وراثيًّا قيد العمل عليه، يحقن لقاحات في البشر عندما يلسعهم.

## التاريخ
في 2008م، قامت مؤسسة غيتس بمكافأة هيرويوكي ماتسوكا (Hiroyuki Matsuoka) من جامعة جيتشي الطبية في اليابان بِـ 100000$ لقيامه بهذا البحث، وسيمكّن هذا البحث من توفُّر اللقاحات بأسعارٍ مقبولة في الدول النامية. إذا أثبت ماتسوكا جدارة فكرته، عندها سيحصل على مليون دولار كتمويلٍ إضافيّ. أشارت الواشنطن بوست إلى المِحْقِنات الطّائرة باِسم «فكرة غامِقة» (بالإنجليزية: bold idea)‏.